# Scientometrics

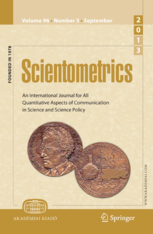
Revista de documentación

Scientometrics es una revista científica académica que habla sobre las características cualitativas y cuantitativas de la ciencia y la investigación científica. Comenzó a publicarse en 1979 y continúa en la actualidad.
Publica artículos, sobre todo de investigaciones llevadas a cabo por métodos matemáticos estadísticos. Se ha convertido en una fuente de información indispensable para investigadores y es de gran ayuda para los bibliotecarios y documentalistas de centros de investigación.

## Temas tratados
Esta revista publica estudios originales, comunicaciones cortas, informes preliminares, artículos de revisión, cartas al editor y revisiones de los libros sobre cienciometría.
Scientometrics incluye el Journal of Research Communication Studies, en el que se recogen los resultados de las investigaciones relacionadas con la cienciometría para agruparlos en un mismo ligar.
Esta revista trata los temas:
- Almacenamiento y recuperación
- Biblioteconomía
- Estudios interdisciplinarios

## Datos de la revista
- Título: Scientometrics
- ISSN (versión impresa): 0138-9130
- ISSN (versión electrónica): 1588-2861
- Editor: Springer Netherlands
- Coeditor: Akadémiai Kiadó
- Cobertura: 98 volúmenes, 3911 artículos de 1979-2014

## Consejo editorial
- H.A. Abt (Estados Unidos)
- J. Adams (Reino Unido)
- D.W. Aksnes (Noruega)
- E. Archambault (Canadá)
- S. Arunachalam (India)
- A. Balaban (Rumanía)
- E. Bassecoulard (Francia)
- M. Bonitz (Alemania)
- M. Bordons (España)
- Q. Burrell (Isla de Man)
- L. Butler (Australia)
- J.P. Courtial (Francia)
- F. da Pozzo (Suiza)
- H.D. Daniel (Suiza)
- M. Davis (Australia)
- K. Debackere (Bélgica)
- P.T. Frangopol (Rumanía)
- B. Godin (Canadá)
- I. Gómez Caridad (España)
- S. Hinze (Alemania)
- P. Ingwersen (Dinamarca)
- R.N. Kostoff (Estados Unidos)
- D.A. Kragt (Estados Unidos)
- M. Krauskopf (Chile)
- H. Kretschmer (Alemania)
- G. Lewison (Reino Unido)
- L. Leydesdorff (Holanda)
- L. Liang (China)
- N.C. Liu (China)
- V. Markusova (Rusia)
- K. Mc.Cain (Estados Unidos)
- A.J. Meadows (Reino Unido)
- M. Meyer (Reino Unido)
- H. Moed (Holanda)
- F. Moya Anegón (España)
- Ülle Must (Estonia)
- F. Narin (Estados Unidos)
- E. Noyons (Holanda)
- D. Ocholla (Sudáfrica)
- Y. Okubo (Francia)
- B. Peritz (Israel)
- X. Polanco (Francia)
- E. Rinia (Holanda)
- R. Rousseau (Bélgica)
- J. Russell (México)
- A. Scharnhorst (Holanda)
- U. Schmoch (Alemania)
- H. Small (Estados Unidos)
- W.E. Snizek (Estados Unidos)
- M. Thelwall (Reino Unido)
- R. Tijssen (Holanda)
- V. Trimble (Estados Unidos)
- P. van den Basselaar (Holanda)
- A. van Raan (Holanda)
- P. Vinkler (Hungría)
- C.S. Wilson (Australia)
- M. Zitt (Francia)